# John Beresford (homme politique)
Pour les articles homonymes, voir John Beresford et Beresford.
John Beresford (14 mars 1738 - 5 novembre 1805) est un homme d'État irlandais.

## Biographie
Il est un fils cadet de Marcus Beresford (1er comte de Tyrone), qui, après avoir épousé Catherine, seule héritière de James Power, 3e comte de Tyrone, est créé comte de Tyrone en 1746. Après la mort du comte en 1763, la mère de Beresford revendique suo jure la baronnie de La Poer. John Beresford hérite donc de puissants liens familiaux. Il fait ses études au Kilkenny College et au Trinity College de Dublin et est admis au barreau irlandais.

## Carrière politique
Il entre à la Chambre des communes irlandaise en tant que député du comté de Waterford en 1761. En 1768, 1783, 1789 et finalement en 1798, il se présente également pour Coleraine, choisissant toutefois à chaque fois de siéger à Waterford.
Son activité, ajoutée à l'influence de sa famille, permet son admission au Conseil privé d'Irlande en 1768 et sa nomination au poste de commissaire au revenu deux ans plus tard. En 1780, il devient premier commissaire au revenu, une position qui lui donne une influence puissante dans l'administration irlandaise. Il introduit quelques réformes utiles dans l'appareil fiscal et il est l'auteur de nombreuses améliorations dans l'architecture des bâtiments publics et des rues de Dublin. Il est d'abord en conflit avec Henry Grattan et le parti populaire, en 1784, par son soutien à la proposition selon laquelle le parlement irlandais, en échange de la suppression des restrictions au commerce irlandais, serait tenu d'adopter les lois anglaises sur la navigation.
En 1786, il est admis au Conseil privé de Grande-Bretagne et le pouvoir qu'il exerce en Irlande à travers ses nombreuses charges et ses relations devient si étendu que quelques années plus tard, il est qualifié de «roi d'Irlande». Il est un opposant véhément à la demande croissante d'Émancipation des catholiques et quand on sut que le comte FitzWilliam devait succéder à Westmorland au poste de Lord lieutenant d'Irlande en 1795 afin de mener une politique de conciliation, Beresford exprime une vive hostilité à l'égard de cette nomination. L'un des premiers actes de Fitzwilliam est de licencier Beresford de son emploi, pour corruption, mais avec la permission de conserver l'intégralité de son salaire officiel à vie et avec l'assurance qu'aucun autre membre de sa famille ne serait renvoyé. FitzWilliam est encouragé dans cette voie par William Ponsonby. Beresford exerce immédiatement toute son influence auprès de ses amis anglais, auxquels il se décrit comme un homme blessé et persécuté. il fait appel à William Pitt le Jeune et se rend en personne à Londres pour porter plainte devant les ministres anglais.
Le rappel de FitzWilliam, qui a des conséquences aussi importantes dans l'histoire de l'Irlande, est, comme le croyait le vice-roi lui-même, principalement imputable au limogeage de Beresford. Il y a eu un malentendu sur le point entre Pitt et FitzWilliam. Ce dernier affirme qu'avant son arrivée en Irlande, il a informé le Premier ministre de son intention de renvoyer Beresford et que Pitt n'a soulevé aucune objection. Pitt nie tout souvenir d'une telle communication et a au contraire qualifie le licenciement de violation flagrante de la promesse la plus solennelle. Dans une lettre à Lord Carlisle justifiant son action, FitzWilliam mentionne que la malversation a été imputée à Beresford. Ce dernier provoque FitzWilliam en duel, mais les combattants sont interrompus sur le terrain et FitzWilliam présente ensuite des excuses.
Lorsque John Pratt (1er marquis Camden) remplace FitzWilliam à la vice-royauté en mars 1795, Beresford reprend son ancien poste. À la veille de la Rébellion irlandaise de 1798 ses lettres à Lord Auckland décrivent de manière alarmante la situation de l'Irlande et préconisent de fortes mesures de répression. Lors de la première consultation de Pitt sur la question de l'union, Beresford semble avoir détesté cette idée, mais il l'a vite appuyée chaleureusement. Après l’union, Beresford continue à représenter le comté de Waterford au Parlement du Royaume-Uni et reste en poste jusqu’en 1802, prenant activement part au règlement des relations financières entre l’Irlande et la Grande-Bretagne.

## Famille
Il est marié deux fois: en 1760, à Constantia Ligondes, décédée en 1772; et en deuxièmes noces, en 1774, avec Barbara Montgomery, une beauté célèbre qui figure dans le tableau de Grâces de Joshua Reynolds. Il a une grande famille par les deux mariages, avec plusieurs fils : Marcus Beresford (1764-1797), George Beresford (évêque) et John Claudius Beresford. Il meurt près de Derry le 5 novembre 1805.

## Remarques
- (en) Cet article est partiellement ou en totalité issu de l’article de Wikipédia en anglais intitulé « John Beresford (statesman) » (voir la liste des auteurs).

1. ↑  « Archived copy » [archive du 7 septembre 2014] (consulté le 12 mai 2015)
2. 1 2 3 4 5  Chisholm 1911.